# قوتینگ
قوتینگ (به لاتین: Quthing) که به نام موینی (به زبان سوتو به معنی «محل باد») نیز شناخته می‌شود، شهری در ناحیه قوتینگ کشور لسوتو است. این شهر مرکز ناحیه قوتینگ و یکی از حوزه‌های انتخاباتی لسوتو به شمار می‌آید.قوتینگ در سال ۱۸۷۷ تأسیس شد، اما در پی جنگ اسلحه در سال ۱۸۸۰ رها شد و پس از آن در مکان کنونی خود که جنوبی‌ترین شهر لسوتو است، دوباره ساخته شد. طبق سرشماری سال ۲۰۱۶، جمعیت این شهر حدود ۲۷٬۳۱۴ نفر بوده‌است.